# アルフォンス・ベルティヨン

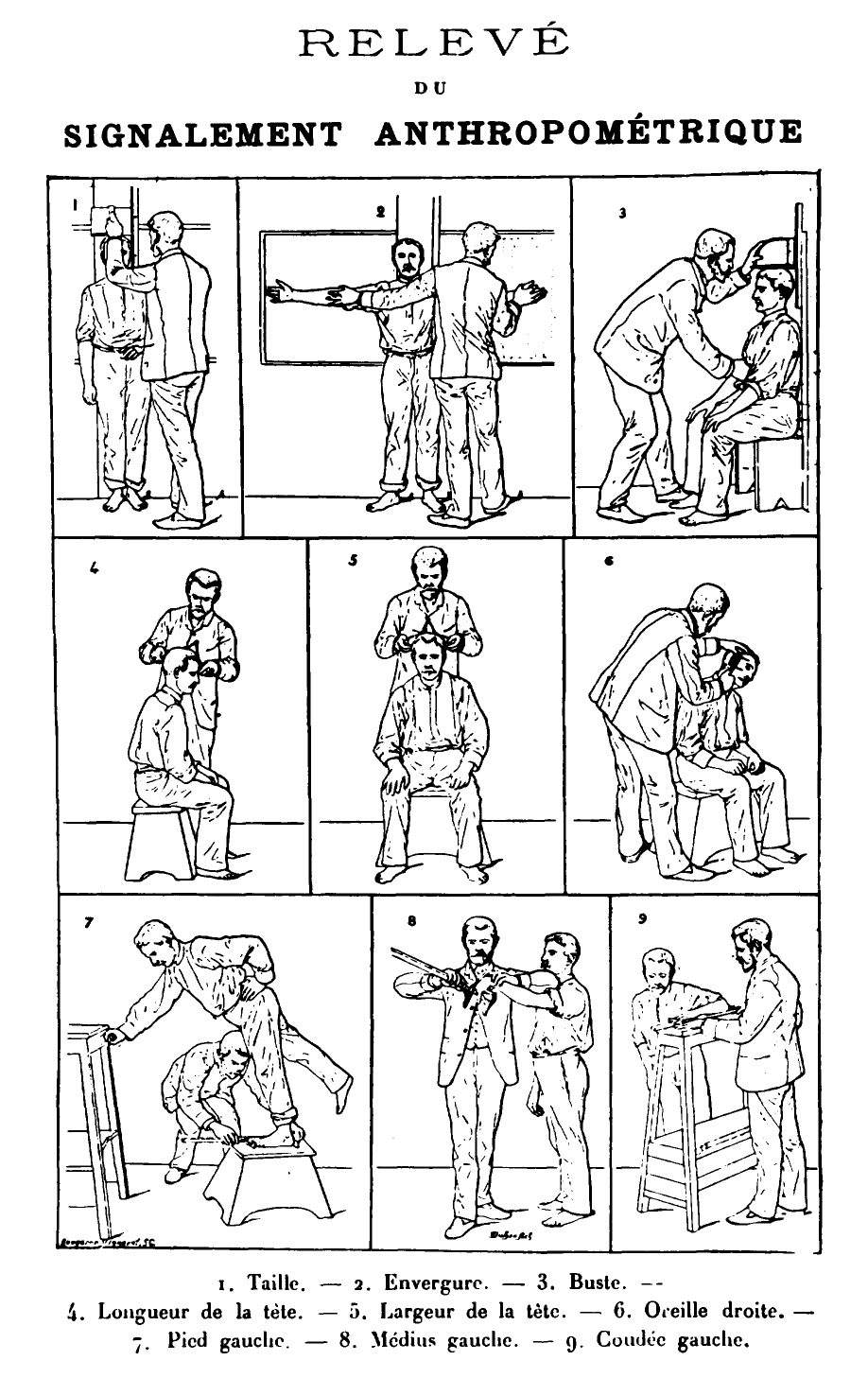
ベルティヨンの身体測定法

アルフォンス・ベルティヨン（Alphonse Bertillon、1853年4月22日- 1914年2月13日）は、フランスの警察官僚である。身体測定値による犯罪者（個人）識別のシステムなど、鑑識、法科学の基礎を作った。

## 略歴
パリに生まれた。母方の祖父は統計学者のアシル・ギイヤールで、父親は人類学者、人口統計学者のルイ＝アドルフ・ベルティヨンで、兄も人口統計学者として働いた。社会学に統計学的方法を導入したベルギーのアドルフ・ケトレーの強い影響を受けた学者たちの中に育った。アルフォンスはベルサイユの高校を中退し、高等教育を受けず、イギリスやフランスで教師などさまざまな仕事についた後、陸軍の軍人となった。軍人として昇進の見込みがないことをみた父親は、1879年に空席となったパリ警視庁の事務職に息子をつけた。
ベルティヨンは犯罪者の記録を整理する仕事についた。当時、フランスでは犯罪者が再犯を犯すことが多く、累犯には重い罪を課せられることもあって、犯罪者が偽名を使うことは当たり前になっていた。それまでの簡単な身体的特長の記録は個人の識別にはほとんど役に立たなかった。父親やケトレーの人類学的研究に親しんでいたベルティヨンは身長や前腕の長さなど11の身体計測データを組み合わせるシステムを、作り上げ、各項目を3分類してデータにすることによって2人の人物が同じ分類に入る確率は400万分の1であると主張した。ベルティヨンの仕事はいくつかの幸運な成功によって、評価された。1882年から実証試験が始められ、1882年中に49件の成功例があり、さらにスタッフを増員されて試験は延長され、ベルティヨンは警察官僚として昇進した。その名声はコナン・ドイルの『バスカヴィル家の犬』でホームズの依頼人がホームズをベルティヨンに次ぐヨーロッパで2番目のエキスパートだと評する記述や『海軍条約文書事件』でホームズが "...expressed his enthusiastic admiration of the French savant."という記述がなされるほどになった。指紋による個人識別が実用に供されるようになるのは20世紀に入ってからである。
ユダヤ人のアルフレド・ドレフュスがスパイ容疑を受けた冤罪事件、ドレフュス事件で、ベルティヨンは筆跡鑑定の専門家ではなかったが、提出された証拠の「明細書」の筆跡鑑定を依頼された4人の一人となった。4人のうち2人は判定不能とし、1人は否定したが、ベルティヨンはドレフュスが書いたものと主張した。その判定の根拠となったベルティヨンの確率論の主張は後に数学者のジャック・アダマール、ポール・パンルヴェ、アンリ・ポアンカレらによって間違いであることが指摘されるが、1894年に軍法会議はドレフュスを有罪とした。世論の高まりによって、再審が求められ、1906年フランス破棄院の裁判で、ドレフュスの無罪が確定し、ベルティヨンの権威は傷つけられることになった。
1911年にルーブル博物館からモナリザが盗まれる事件が起き、ベルティヨンは捜査に参加し、指紋の検出には成功した。ベルティヨンの犯罪者識別システムにはすでに指紋も付け加えられていたが、その分類法が確立されていなかったので、後に逮捕された犯人の指紋がシステムに登録されていたにもかかわらず、見過ごされてしまったこともベルティヨンの後半生の汚点となった。